# ایکلا
ایکلا (به لاتین: Ikla) یک منطقهٔ مسکونی در استونی است که در دهستان هادمیست واقع شده‌است. ایکلا ۱۸۰ نفر جمعیت دارد.